# Cymodoce lirella
Cymodoce lirella är en kräftdjursart som beskrevs av Marilyn Schotte och Brian Frederick Kensley 2005. Cymodoce lirella ingår i släktet Cymodoce och familjen klotkräftor.
Artens utbredningsområde är Seychellerna. Inga underarter finns listade i Catalogue of Life.